# Vladislav Antónov (boxeador)
Vladislav Yúrievich Antónov –en ruso, Владислав Юрьевич Антонов– (Leningrado, URSS, 5 de diciembre de 1966) es un deportista ruso que compitió en boxeo.
Ganó dos medallas de bronce en el Campeonato Mundial de Boxeo Aficionado, en los años 1991 y 1993, ambas en el peso gallo.
En julio de 1994 disputó su primera pelea como profesional. En su carrera profesional tuvo en total 31 combates, con un registro de 29 victorias y 2 derrotas.

## Palmarés internacional
| Campeonato Mundial | Campeonato Mundial  | Campeonato Mundial | Campeonato Mundial |
| Año                | Lugar               | Medalla            | Categoría          |
| ------------------ | ------------------- | ------------------ | ------------------ |
| 1991               | Sídney (Australia)  | Medalla de bronce  | 54 kg              |
| 1993               | Tampere (Finlandia) | Medalla de bronce  | 54 kg              |